# The eye (L'ull)
The eye (L'ull) (títol original: The Eye; Gin gwai (見鬼)) és un thriller de terror tailandès i de Hong kong dirigit per Oxide i Danny Pang, estrenat l'any 2002. Ha estat doblat al català.

## Argument
Mun és cec des dels 2 anys i un trasplantament de còrnia li permet recuperar la vista. Després d'un curt moment de felicitat, engendrat per aquest sentit retrobat, Mun s'adona que les formes que distingia malament i que l'envolten són morts que empaiten els vius.

## Repartiment
- Angelica Lee: Wong Kar Mun
- Lawrence Cho: Dr. Wah
- Chutcha Rujinanon: Ling
- Yut Lai So: Yingying
- Candy Lo: Yee
- Yin Ping Ko: L'àvia de Mun
- Pierre Png: Dr. Eak
- Edmund Chen: Dr. Lo
- Wai-Ho Yung: Mr Ching
- Wilson Yip: Taoist

## Premis i nominacions
- Nominació al premi a la millor pel·lícula i Premi de la millor fotografia en el Festival Internacional de Cinema Fantàstic de Catalunya 2002.
- Nominació al premi als millors efectes sonors (Danny Pang) i Premis de la millor actriu (Angelica Lee) i als millors efectes visuals, en el Golden Horse Film Festival 2002.
- Premi a la millor actriu (Angelica Lee), en el moment dels premis Golden Bauhinia 2003.
- Nominació al premi al millor muntatge, millor so i millors efectes visuals en els Hong Kong Film Awards 2003.
- Premi a la millor actriu (Angelica Lee), en el moment dels premis Hong Kong Film 2003.
- Premi al film del mèrit en els premis Hong Kong Film Critics Society Awards 2003.
- Premi del públic i premi als millors efectes especials en la Setmana internacional del cinema fantàstic de Màlaga 2003.